# Partido Tandil
Tandil ist ein Partido im Süden der Provinz Buenos Aires in Argentinien. Laut einer Schätzung von 2019 hat der Partido 137.922 Einwohner auf 4.935 km². Der Verwaltungssitz ist die Stadt Tandil.

## Orte
Tandil ist in 5 Ortschaften und Städte, sogenannte Localidades, unterteilt.
- Tandil
- María Ignacia (Estación Vela)
- Gardey
- De la Canal
- Desvío Aguirre